# العلاقات البيلاروسية الكونغوية
العلاقات الكونغولية البيلاروسية هي العلاقات الثنائية التي تجمع بين جمهورية الكونغو وروسيا البيضاء.

## مقارنة بين البلدين
هذه مقارنة عامة ومرجعية للدولتين:
| وجه المقارنة                                              | [[تصنيف:صفحات تستخدم رمز علم غير موجود\|]] جمهورية الكونغو | روسيا البيضاء                    |
| --------------------------------------------------------- | ---------------------------------------------------------- | -------------------------------- |
| المساحة (كم2)                                             | 342.00 ألف                                                 | 207.60 ألف                       |
| عدد السكان (نسمة)                                         | 5.26 مليون                                                 | 9.50 مليون                       |
| الكثافة السكانية (ن./كم²)                                 | 15.38                                                      | 45.76                            |
| العاصمة                                                   | برازافيل                                                   | مينسك                            |
| اللغة الرسمية                                             | لغة فرنسية                                                 | اللغة البيلاروسية، اللغة الروسية |
| العملة                                                    | فرنك وسط أفريقي                                            | روبل بلاروسي                     |
| الناتج المحلي الإجمالي (بليون دولار)                      | 8.72 مليار                                                 | 54.44 مليار                      |
| الناتج المحلي الإجمالي (تعادل القوة الشرائية) بليون دولار | 29.48 مليار                                                | 168.35 مليار                     |
| الناتج المحلي الإجمالي الاسمي للفرد دولار أمريكي          | 1.85 ألف                                                   | 5.74 ألف                         |
| الناتج المحلي الإجمالي للفرد دولار أمريكي                 |                                                            | 18.18 ألف                        |
| مؤشر التنمية البشرية                                      | 0.591                                                      | 0.798                            |
| رمز المكالمات الدولي                                      | +242                                                       | +375                             |
| رمز الإنترنت                                              | .cg                                                        | .by، .бел                        |
| المنطقة الزمنية                                           | ت ع م+01:00                                                | ت ع م+03:00                      |

## منظمات دولية مشتركة
يشترك البلدان في عضوية مجموعة من المنظمات الدولية، منها:
| علم المنظمة | اسم المنظمة                               | تاريخ انضمام جمهورية الكونغو | تاريخ انضمام روسيا البيضاء |
| ----------- | ----------------------------------------- | ---------------------------- | -------------------------- |
|             | منظمة حظر الأسلحة الكيميائية              | ?                            | ?                          |
|             | الأمم المتحدة                             | 20 سبتمبر 1960               | 24 أكتوبر 1945             |
|             | منظمة الشرطة الجنائية الدولية             | ?                            | ?                          |
|             | وكالة ضمان الاستثمار متعدد الأطراف        | 16 أكتوبر 1991               | 3 ديسمبر 1992              |
|             | مؤسسة التمويل الدولية                     | 1 أكتوبر 1980                | 2 نوفمبر 1992              |
|             | البنك الدولي للإنشاء والتعمير             | 10 يوليو 1963                | 10 يوليو 1992              |
|             | المركز الدولي لتسوية المنازعات الاستشارية | 14 أكتوبر 1966               | 9 أغسطس 1992               |
|             | يونسكو                                    | 24 أكتوبر 1960               | 12 مايو 1954               |

## وصلات خارجية
- موقع وزارة الخارجية البيلاروسية